# Wolina
Wolina est une localité polonaise de la gmina et du powiat de Nisko en voïvodie des Basses-Carpates.